# Святошинский лесопарк
«Святошинский лесопарк» (укр. «Святошинський лісопарк») — лесопарк и парк-памятник садово-паркового искусства общегосударственного значения, расположенный на территории Святошинского района Киевского горсовета (Украина). Создан 26 июля 1972 года. Площадь — 240 га. Землепользователь — Святошинское лесопарковое хозяйство.

## История
Лесопарк получил статус парка-памятника садово-паркового искусства общегосударственного значения Постановлением коллегии Государственного комитета УССР по охране природы от 26 июля 1972 года № 72.
В 2013 году в ходе проверки Киевской прокуратурой деятельности КП «Святошинское ЛПХ» были установлены нарушения требований Земельного кодекса Украины, Закона Украины «О природно-заповедном фонде Украины», требования охранных обязательств и не вынесены в натуре границы данного объекта и ещё 7 объектов ПЗФ (Списокː Пуща-Водицкий и Святошинский лесопарки, памятники природы Романовское болото и Коллекция лесовода Винтера, заказники Межигорское, Межигорско-Пуща-Водицкий, Пуща-Водица, Река Любка)

## Описание
Святошинский лесопарк занимает кварталы 122, 123, 131—136 Святошинского лесничества ː западная часть Святошинского района между реками Ирпень и её притокой Нивка, что на участке между Житомирским шоссе (М06) на севере и административной границей с Киевской область на юге, западе и востоке. Святошинские пруды в состав природоохранного объекта не входят. На данном участке в состав природоохранной территории не входит северная часть, примыкающая к Житомирскому шоссе, и такие объектыː санаторий Победа (на северо-востоке), территория Службы внешней разведки и санаторий Лесная поляна (на западе), Киевский гериатрический пансионат (на востоке). Западная часть заказника занята специального зоной отдыха и лечения Святошинская. Севернее примыкает участок Беличанского леса (часть Голосеевского национального природного парка), южнее — село Белогородка, восточнее — село Чайка.
Как добраться Транспортː ост. Лесная поляна (Киев) и Плодобаза (по улице Щорса, село Белогородка) марш. такси № 748 (от Житомирской), 749 (от Академгородка). Ближайшие станции метроː   Академгородок и Житомирская.

## Природа
Рельеф местности слабо-волнистый с понижением в направлении к пойме реки Ирпень. Лесопарк является природным массивом с преобладанием деревьев рода сосна возрастом 150—180 лет. Также есть насаждения дубов (черешчатый и красный) возрастом около 120 лет и 50-60 лет. В 1938 году на участке площадью 3 га было проведено озеленение лесными породами деревьев шахматной структурой. В Святошинском лесопарке произрастает около 60 видов деревьев и кустов. Кроме сосен и дубов, тут встречаются виды деревьев таких родов ель, лиственница, клён, берёза.